# Carlos Pilo Boyl
Carlos Pilo Boyl Richelmi, anche Carlo o Carlino Boyl di Putifigari (Sassari, 1785 – Cagliari, 30 dicembre 1859), è stato un architetto italiano del Regno di Sardegna, conte di Villaflor, della famiglia dei marchesi di Putifigari.

## Biografia
Anche noto in bibliografia come Carlo, nacque a Sassari nel 1785 nella nobile famiglia dei Boyl, da Francesco Pilo Boyl, marchese di Putifigari, e da donna Felicita Richelmi dei Conti di Bovile, figlia di Giovanni Battista Richelmi e della marchesa Barbara del Carretto di Gorzegno e Moncrivello. Suo padre era stato censore generale dei monti di soccorso dell'isola e fu in seguito promosso alla carica di reggente di toga del Supremo consiglio di Sardegna; morì a Torino il 26 marzo del 1823. Era fratello minore del marchese Vittorio Pilo Boyl di Putifigari.
Si sposò ed ebbe una sola figlia, Caterina, poi moglie del marchese Salvatore Pes di Villamarina da cui ebbero un figlio, Carlo Alberto Pes di Villamrina, morto a soli 3 anni (1851) e sepolto nel Chiostro di Santa Croce di Firenze, dove si trova la sua pietra tombale con incisi gli stemmi araldici di Casa Pes di Villamarina e Boyl di Putifigari. Carlos manifestò il desiderio di risposarsi nel 1848 con Donna Zavatta, ma tale matrimonio non risulta sia mai stato celebrato. Ricevette il titolo di Conte di Villaflor, che dopo di lui passerà riconfermato al figlio primogenito di suo fratello maggiore, e fu anche luogotenente generale, aiutante in campo del Re di Sardegna nonché Grande di Corte.

### Attività come architetto

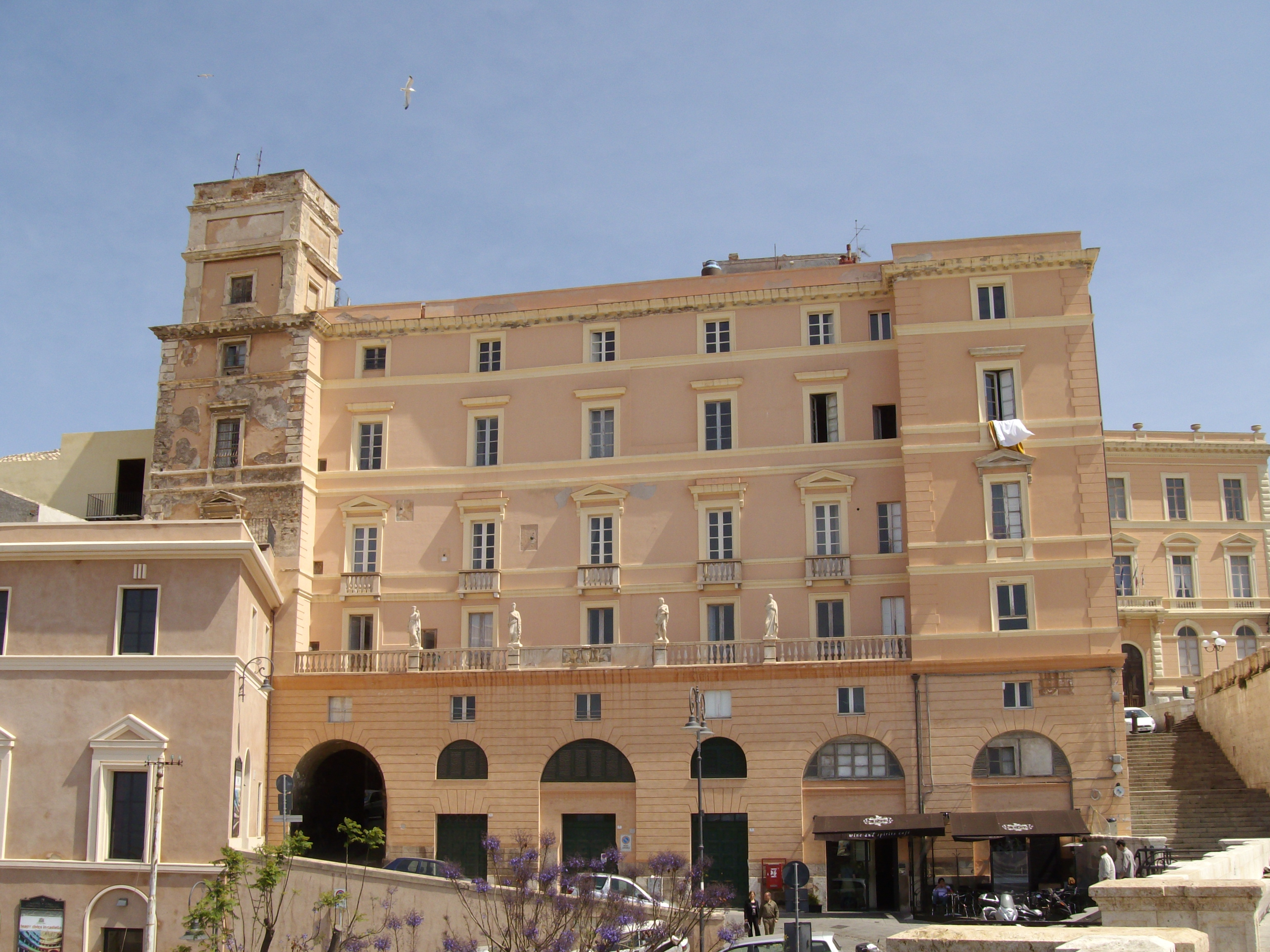
Palazzo Boyl, Cagliari

Carlos Pilo Boyl fu l'architetto della famiglia Boyl; a lui si devono, oltre alla ristrutturazione assieme a Vittorio Pilo Boyl del Palazzo Boyl di Milis (1840–1850) su impianto già esistente e databile agli inizi del 1300, la palazzina della Polveriera a Cagliari, la Porta dell'Arsenale e la Porta Cristina. Progettò inoltre il Palazzo Boyl di Cagliari (1840), considerato tra le più notevoli residenze nobiliari del centro storico. Progettò infine alcune parti dell'acquedotto di Cagliari e si occupò di molti altri importanti progetti nella sua Sardegna.